# Ludwig Paulitschke
Ludwig Paulitschke (* 18. April 1901 in Olmütz, Königreich Böhmen; † 9. Januar 1985) war ein österreichischer alt-katholischer Geistlicher und Weihbischof in der Altkatholischen Kirche Österreichs.

## Leben

### Frühe Jahre
Er legte 1919 die Matura in Saaz (Tschechoslowakei) ab. Von 1919 bis 1923 studierte er in Bern altkatholische Theologie. Die Priesterweihe für den Kirchendienst im Bistum Warnsdorf empfing er am 26. November 1923 in Bern durch Bischof Georg Moog. Im März 1924 wurde Paulitschke dem Pfarramt Linz zur Ausbildung zugeteilt, im Juni desselben Jahres wechselte er in den Dienst des deutschen Bistums und war zunächst Vikar in Mundelfingen, 1926 dann Pfarrverweser und ab 1930 Pfarrer in Ladenburg. Ludwig Paulitschke wurde 1932 auf eigenen Antrag (von 1926) aus der tschechoslowakischen Staatsbürgerschaft entlassen und am 23. März 1933 im Deutschen Reich eingebürgert.

### Zeit des Nationalsozialismus
Im September 1934 wurde Ludwig Paulitschke Pfarrer in Baden-Baden. Am 1. September 1936 wurde er von Bischof Erwin Kreuzer zum Ordinariatssekretär in Bonn und am 1. Januar 1939 zum Leiter der Bischöflichen Kanzlei und Kassenverwaltung berufen. Am 5. November 1941 wurde er aufgrund der Denunziation einer Ordinariatsmitarbeiterin in der bischöflichen Kanzlei in Bonn von der Gestapo verhaftet. „Vorgeworfen wurden ihm Äußerungen, die ‚seine Ablehnung der deutschen Staats- und Kriegsführung klar erkennen‘ ließen und die deshalb als Vergehen gegen den Paragraphen 2 des ‚Gesetzes gegen heimtückische Angriffe auf Staat und Partei‘ zu werten seien.“ Noch während der Untersuchungshaft bat Paulitschke am 12. November 1941 um seine Entlassung aus dem Klerus, die ihm am 7. Januar 1942 gewährt wurde. Während des Prozesses vor dem Sondergericht 2 beim Landgericht Köln wurden ausschließlich alt-katholische Zeuginnen und Zeugen gegen Paulitschke aufgeboten. Er wurde am 16. April 1942 zu einer Gefängnisstrafe von einem Jahr und acht Monaten verurteilt, die er in Bonn, Köln und Wittlich absaß. Von 1944 bis 1945 leistete er Wehrdienst und war von 1945 bis 1946 in Kriegsgefangenschaft.
Nach Ansicht des Kirchenhistorikers und späteren Bischofs der Alt-Katholiken in Deutschland Matthias Ring waren die Ereignisse um Ludwig Paulitschke „zwar nicht typisch für die Geschichte des deutschen Alt-Katholizismus […], wohl aber für das Denunziantentum im Dritten Reich.“

### Nach dem Zweiten Weltkrieg
Im März 1947 wurde Ludwig Paulitschke Pfarrverweser und später Pfarrer in Linz. Ab 1957 war er Koadjutor des österreichischen altkatholischen Bischofs Stefan Török und empfing am 24. Mai 1970 in Utrecht als Weihbischof die Bischofsweihe.